# Adria Airways
Adria Airways d.o.o. era la compagnia aerea di bandiera della Slovenia. L'hub principale della compagnia era situato presso l'aeroporto di Lubiana Jože Pučnik.
Membro regionale di Star Alliance, Adria Airways gestiva servizi internazionali di linea in tutta Europa e servizi charter verso destinazioni in Europa e nel Medio Oriente.
Il 30 settembre 2019 venne ufficializzato il fallimento della compagnia aerea per bancarotta, nonostante i voli di linea fossero sospesi già dal 23 settembre.

## Storia

### Anni 60: I primi anni
La compagnia aerea venne fondata nel marzo del 1961 con il nome di Inex-Adria Aviopromet (Inex-Adria Airways). Ad agosto la compagnia acquistò due Douglas DC-6 da KLM, addestrando equipaggio e figure tecniche presso Jat Airways e l'Aeronautica militare slovena. Negli anni seguenti Adria iniziò ad espandersi con rotte dalla Germania, dal Regno Unito, dai Paesi Bassi e dalla Scandinavia verso la costa adriatica. Nel 1964 vennero aggiunte come destinazioni anche gli Stati Uniti e il Canada.
Nel 1964, Adria spostò la propria sede da Zagabria a Lubiana, in seguito all'apertura di un nuovo aeroporto internazionale. Con il passare del tempo i Douglas DC-6 diventarono non competitivi sul mercato. La compagnia cadde in una seria crisi nel 1967 che finì dichiarando bancarotta nel 1968. Grazie ad un ingente aiuto finanziario da parte della camera di commercio slovena la compagnia riuscì tuttavia a rialzarsi.
A dicembre 1968 Adria si fuse con la compagnia serba InterExport iniziando una fase di riorganizzazione della flotta.

### Anni 70: L'introduzione dei jet
Nel 1969 venne acquistato il primo jet della compagnia, un Douglas DC-9 con 115 posti. Questo acquisto iniziò un periodo di modernizzazione della flotta che permise ad Adria di espandersi sul mercato. A settembre del 1969 venne inaugurata la prima rotta da Lubiana a Belgrado. A marzo 1970 la flotta di Adria era composta da 4 Douglas DC-6 e un Douglas DC-9, con uno ancora in ordine. I guadagni videro un notevole aumento e Adria, oltre ad aver espanso la propria flotta, iniziò anche ad utilizzare aerei in leasing.
Nel 1972 Adria rinnovò i voli transatlantici verso Stati Uniti e Canada con l'uso di un Douglas DC-8 anche se l'anno successivo cessò il servizio. Alla fine degli anni '70 Adria venne premiata come compagnia aerea più puntuale sul mercato. Il periodo di maggior successo fu proprio questo, soprattutto sul mercato tedesco. In questo periodo vennero introdotti nuovi voli verso la Jugoslavia.

### Anni 80
Nei primi anni '80 l'allora Inex-Adria acquistò un nuovo McDonnell Douglas MD-80 utilizzandolo nelle sue rotte di linea. e nel medesimo anno divenne un membro della IATA. In quel periodo la sua flotta venne per lo più impiegata nelle rotte charter in tutta Europa fino al novembre 1983 quando venne introdotta una linea internazionale che collegava il paese con Larnaca, a Cipro.
Dalla fine degli anni 1980, e dopo essere tornata all'originaria designazione aziendale Adria, vennero acquistati diversi Airbus A320.

### Anni 90

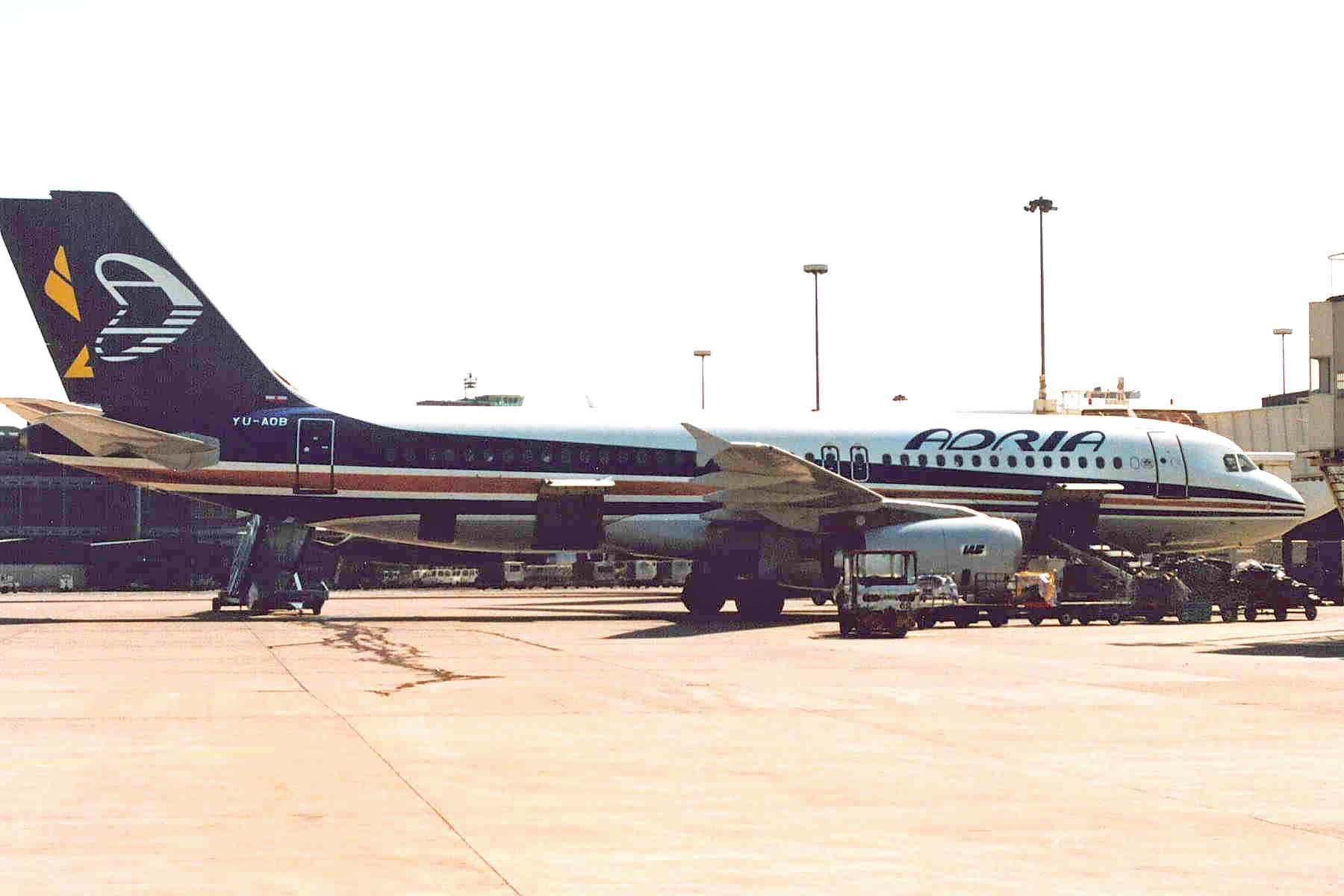
Un Airbus A320-231 di Adria Airways all'aeroporto di Manchester nell'aprile 1990.

Nei primi anni novanta, dopo la dissoluzione della Repubblica Socialista Federale di Jugoslavia, l'Adria Airways assunse il nuovo status di compagnia di bandiera della Slovenia e venne fatta oggetto della mancata acquisizione dell'Albert Group guidato da Evan Hammer. Nel marzo 1996 l'azienda completò il suo processo di parziale privatizzazione.

### Gli anni 2000
Dal 2001, Adria Airways cominciò un lento declino registrando una forte diminuzione del numero annuale di passeggeri a causa degli attentati dell'11 settembre operando in perdita per i successivi 5 anni di attività. Ciò nonostante, nel luglio 2002, l'azienda canadese Bombardier Aerospace assegnò alla compagnia aerea slovena il compito di provvedere alla manutenzione, prima in Europa, dei propri Bombardier CRJ dotandola di una struttura atta allo scopo, e due anni più tardi, il 18 novembre 2004, entrò a far parte di Star Alliance come membro regionale.
Nel 2006, la società registrò il suo profitto minimo raggiungendo comunque il primato del superamento del primo milione di passeggeri per anno. Nel 2007 Adria Airways fu in grado di movimentare un traffico di 1 136 431 passeggeri riuscendo a realizzare un utile di € 420 000 per l'anno.
Sebbene l'azienda avesse annunciato l'acquisto di nuovi CRJ 1000 nel 2010, nel febbraio 2009 convertì il suo ordine per l'unico CRJ-1000 in un CRJ-900 e nel marzo 2009 firmò una lettera di intenti con Airbus per l'acquisto di un nuovo Airbus A319 il quale, con la sua configurazione a circa 140 posti a sedere, fu giudicato come il più conveniente per il tipo di servizio operato al tempo. Inoltre, il consiglio di amministrazionedichiarò l'intenzione di sostituire la sua flotta di Airbus A320 con gli A319 entro il 2013.
Negli ultimi anni divenne fornitore ufficiale dell'Udinese Calcio che la utilizzò come vettore per le trasferte.
Il 23 settembre 2019, Adria Airways annunciò, sul suo sito web, di sospendere temporaneamente le operazioni di volo per due giorni a causa della mancanza di fondi. 
Il 30 settembre 2019 venne ufficializzato il fallimento della compagnia aerea per bancarotta.
Dopo la cessazione delle operazioni e la bancarotta dell'azienda, sul sito internet della compagnia è apparso un messaggio d'addio rivolto ai clienti, quest'ultimo recitava:
Oltre a questo messaggio, la pagina internet invitò a condividere sui social network le esperienze avute con la compagnia attraverso l'hashtag #ADRIA4EVER.

## Adria Airways Switzerland
Nel luglio del 2017 la compagnia aerea Darwin Airline fu acquistata dalla holding che deteneva Adria Airways. Darwin Airline restò comunque una società separata che operò come Adria Airways Switzerland.
Il 12 dicembre 2017 Adria Airways Switzerland annunciò, dopo 15 giorni di grounding, il proprio fallimento. Infatti la compagnia aerea non fu capace di fornire all’Ufficio Federale dell’Aviazione Civile (UFAC) le adeguate garanzie finanziarie per riottenere la licenza.

## Accordi di codeshare
Adria Airways aveva accordi di codeshare con le seguenti compagnie aeree:
- Aeroflot
- Air Canada[12]
- Air France
- Air India
- Air Serbia
- Austrian Airlines
- Brussels Airlines
- KLM
- LOT Polish Airlines
- Lufthansa
- Montenegro Airlines
- Scandinavian Airlines
- Singapore Airlines
- Swiss International Air Lines
- Turkish Airlines

## Destinazioni
Dall'estate 2017, Adria Airways ebbe come hub principale l'aeroporto di Lubiana Jože Pučnik, nonché un hub secondario presso l'Aeroporto di Pristina e l'Aeroporto di Tirana. La maggior parte delle attività di Adria Airways riguardava i voli di linea, ma forniva anche voli charter. A luglio 2017, Adria operò verso 24 destinazioni di linea e 22 charter in tutta Europa. La maggior parte dei voli fu operata dall'aeroporto di Lubiana Jože Pučnik, ma anche dall'aeroporto di Pristina e dall'aeroporto di Tirana. Per diversi anni effettuò anche voli stagionali (in estate) verso Sharm el-Sheikh e Hurghada, in Egitto.

## Flotta

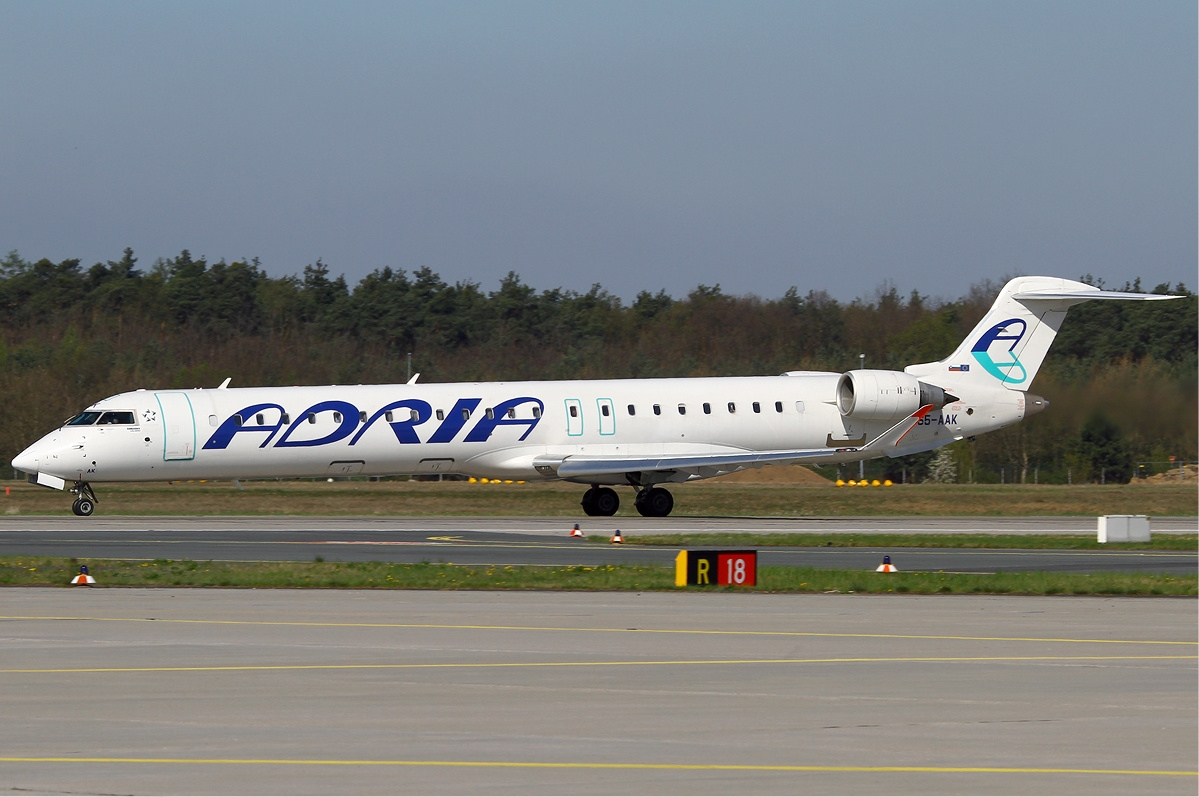
Un ex Bombardier CRJ-900LR della compagnia.

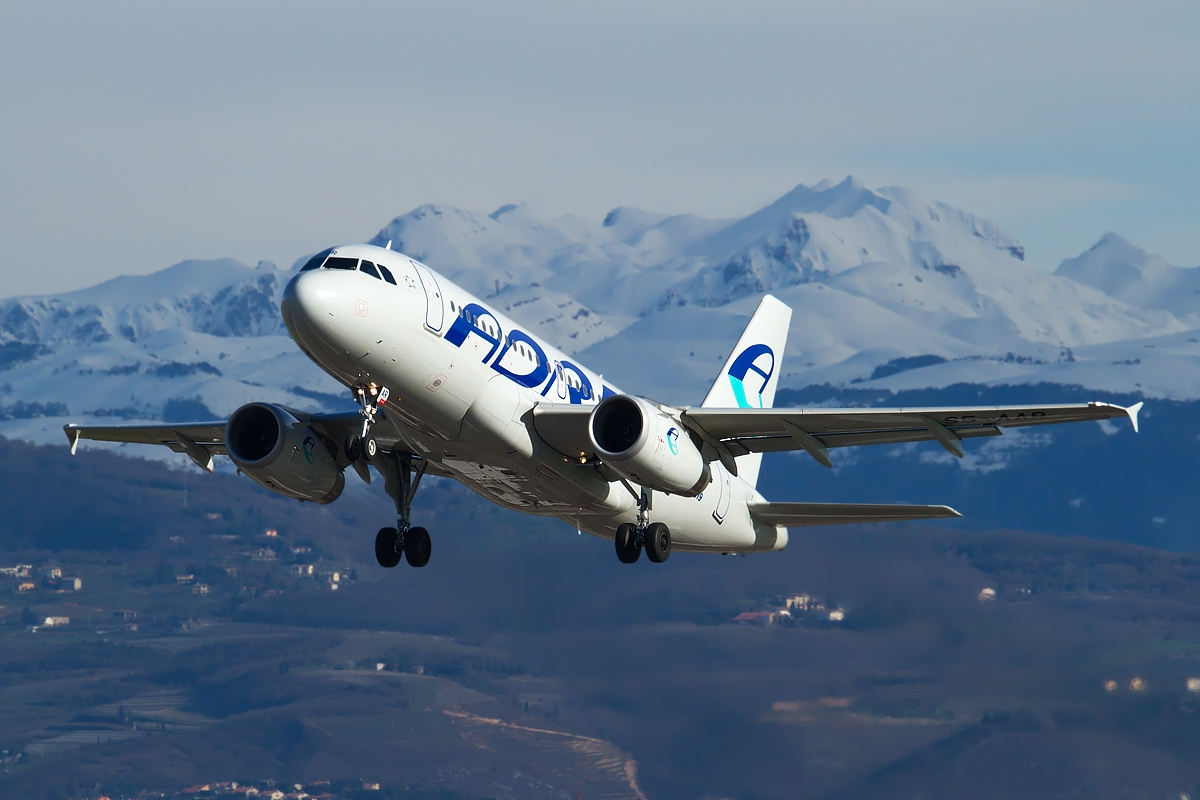
Un ex Airbus A319 della compagnia.

Al momento della chiusura, la flotta di Adria Airways era composta dai seguenti velivoli:
| Aereo               | In flotta | Ordini | Passeggeri | Note |
| ------------------- | --------- | ------ | ---------- | --- |
| Airbus A319-100     | 3         | —      | 142        | Tutti e tre in wet-lease da Lufthansa durante la stagione invernale.                                                                               |
| Airbus A319-100     | 3         | —      | 144        | Tutti e tre in wet-lease da Lufthansa durante la stagione invernale.                                                                               |
| Bombardier CRJ700ER | 2         | —      | 70         | Uno in wet-lease da Luxair. |
| Bombardier CRJ700ER | 2         | —      | 72         | Uno in wet-lease da Luxair. |
| Bombardier CRJ900LR | 9         | 3      | 86         | Uno in livrea Star Alliance. Due in wet-lease da Austrian AirlinesDue in wet-lease da Lufthansa.Tre consegne non portate a termine causa chiusura. |
| Bombardier CRJ900LR | 9         | 3      | 90         | Uno in livrea Star Alliance. Due in wet-lease da Austrian AirlinesDue in wet-lease da Lufthansa.Tre consegne non portate a termine causa chiusura. |
| Saab 2000           | 6         | —      | 50         | Due in wet-lease da Swiss International Air Lines.                                                                                                 |
| Totale              | 20        | 3      |            | |

## Incidenti
- Il 30 ottobre 1975, un Douglas DC-9 (registrato come YU-AJO) si schiantò contro un'altura mentre stava atterrando all'aeroporto di Praga-Ruzyně, causando la morte di 75 delle 120 persone a bordo. Probabile causa la forte nebbia presente al momento dell'incidente.[18]
- Collisione aerea di Zagabria del 1976: il 10 settembre 1976 un Douglas DC-9 (registrato come YU-AJR) entrò in collisione con un Hawker Siddeley Trident di British Airways nei cieli sopra Zagabria, in Croazia, causando complessivamente la morte di 176 persone. Le indagini appurarono che a causare l'incidente fu un cattivo coordinamento fra i controllori del traffico aereo jugoslavi.[19]
- Il 1º dicembre 1981 Un Douglas DC-9 (registrato come YU-ANA) si schiantò contro il "Monte San Pietro" mentre era in avvicinamento all'aeroporto di Ajaccio Napoleone Bonaparte, in Corsica, causando la morte di tutte le 180 persone a bordo. Le indagini stabilirono che a causare l'incidente fu l'errata attribuzione della posizione del velivolo da parte del controllore di volo che, credendo che fosse ancora in volo sul mare, ordinò ai piloti di scendere di quota.[20]